# Cuvier-tukán
A Cuvier-tukán (Ramphastos tucanus cuvieri) a madarak (Aves) osztályának harkályalakúak (Piciformes) rendjébe, ezen belül a tukánfélék (Ramphastidae) családjába tartozó fehértorkú tukán (Ramphastos tucanus) egyik alfaja.

## Rendszertani besorolása
Ezt a madarat korábban önálló fajnak tekintették Ramphastos cuvieri néven. Azonban köszönet a kitartó kutatásoknak és a DNS-vizsgálatoknak a természettudósok megállapították, hogy az addig külön fajnak tekintett Cuvier-tukán és a fehértorkú tukán rendszeresen szaporodnak egymással. Genetikailag a két faj azonos, de a két alfajt, legfeljebb a csőrének színezete alapján lehet megkülönböztetni.

## Megjelenése
Testhossza 58-61 centiméter.